# 1970年日本

## 政府
- 天皇：裕仁
- 內閣總理大臣：佐藤榮作

## 大事記
- 3月15日：1970年世界博覽會在大阪開幕。
- 10月10日：日本與斐濟建交。
- 11月25日：作家三島由紀夫前往自衛隊總部，發表演講呼籲自衛隊發動政變失敗，切腹自殺身亡。

## 逝世
- 11月25日——三島由紀夫，作家。